# Adolphe Thiers
Marie Joseph Louis Adolphe Thiers (phát âm tiếng Việt: Chi-e; 15 tháng 4 năm 1797 - 3 tháng 9 năm 1877) là một luật sư, nhà báo, sử giả và chính trị gia người Pháp. Adolphe Thiers từng giữ chức Thủ tướng dưới thời Quân chủ tháng Bảy và nghị sĩ thời Đệ nhị đế chế. Năm 1871, Adolphe Thiers trở thành Tổng thống đầu tiên của Đệ tam cộng hòa và là tổng thống thứ hai của Pháp, sau Napoléon III.
Nhiệm kỳ tổng thống của Adolphe Thiers được đánh dấu bởi sự kiện quan trọng, Công xã Paris năm 1871.